# Aleksander Anpilogov
Aleksander Semjonovič Anpilogov, sovjetski rokometaš gruzinskega rodu, * 18. januar 1954, Tbilisi.
Leta 1976 je na poletnih olimpijskih igrah v Montrealu v sestavi sovjetske rokometne reprezentance osvojil zlato olimpijsko medaljo in na naslednjih igrah še srebrno olimpijsko medaljo.